# Chlorophytum katangense
Chlorophytum katangense är en sparrisväxtart som beskrevs av De Wild. Chlorophytum katangense ingår i släktet ampelliljor, och familjen sparrisväxter. Inga underarter finns listade i Catalogue of Life.